# Tasta epargyra
Tasta epargyra är en fjärilsart som beskrevs av Eugen Wehrli 1936. Tasta epargyra ingår i släktet Tasta och familjen mätare. Inga underarter finns listade i Catalogue of Life.